# Луна (фильм, 2023)
«Луна» (кор. 더 문, Deo Mun) — южнокорейский фильм о выживании в космосе 2023 года, сценарий, сопродюсер и режиссёр Ким Ён Хва с Соль Кён Гу, До Кён Су и Ким Хи Э в главных ролях. В фильме рассказывается драматическая история первой пилотируемой экспедиции Южной Кореи по исследованию Луны и изоляции в космосе. В кинотеатрах он был выпущен 2 августа 2023 года.

## Краткое содержание
В недалёком будущем первая пилотируемая экспедиция Южной Кореи на Луну заканчивается трагической катастрофой, когда на борту происходит взрыв. 
5 лет спустя успешно стартовал второй пилотируемый космический полёт, но из-за сильного солнечного ветра у него случился ряд серьёзных неполадок. Один оставшийся в живых астронавт Сону (До Кён Су) «застрял» в космосе. Столкнувшись с очередной фатальной катастрофой, Космический центр Наро обращается к своему бывшему управляющему директору Ким Чжэ Гуку (Соль Гён Гу) с просьбой помочь благополучно вернуть Сон У домой.

## В ролях
- Соль Кён Гу в роли Ким Чжэ Гука, бывшего главы космического центра[5].
- До Кён Су в роли Хван Сону, члена космического экипажа.
- Ким Хи Э в роли Юн Мун Ёна, генерального директора космической станции НАСА.
- Чо Хан Чхоль на посту министра науки и ИКТ[6][7].
- Пак Бён Ын в роли Чон Мин Гю, нынешнего главы космического центра[8].
- Чой Бён Мо в роли О Кю Сока, заместителя министра[8].
- Хон Сын Хи в роли Хан Бёля, стажёра, работающего с Чже Гуком и командой астрономической обсерватории в обсерватории Собэксан[8].

### Второстепенные персонажи
- Ким Рэ Вон в роли Ли Сан Вона, члена команды на борту корабля с Хван Сону. Когда он должен вернуться на Землю после экспедиции, его жена собирается родить, — и он думает над именем своего будущего ребёнка. Он умирает при исполнении служебных обязанностей[9].
- Ли И Гён в роли Чо Юн Чжона, члена экипажа, который поднялся на борт корабля вместе с Хван Сону. Он умирает при исполнении служебных обязанностей[9].
- Ли Сон Мин в роли Хван Гю Тэ, отца Хван Сону, который пять лет назад участвовал в проекте Нараэхо вместе с Чже Гуком[9].
- Пак Ю-ра, как диктор[9].

## Производство

### Съёмки фильма
Основные съёмки начались 6 июня 2021 года и завершились в октябре 2021 года.

## Награды и номинации
| Церемония награждения       | Год      | Категория                              | Номинант               | Результат | Ref. |
| --------------------------- | -------- | -------------------------------------- | ---------------------- | --------- | ---- |
| Награды Гранд Белл          | 2023 год | Лучший актёр                           | До Кён Су              | Номинация |      |
| Награды Гранд Белл          | 2023 год | Лучшее художественное направление      | Хон Джу Хи             | Номинация |      |
| Награды Гранд Белл          | 2023 год | Лучшая операторская работа             | Ким Ён Хо              | Номинация |      |
| Награды Гранд Белл          | 2023 год | Лучшие визуальные эффекты              | Джин Чон Хён           | Номинация |      |
| Награды Гранд Белл          | 2023 год | Лучший звук                            | Чхве Тэ Ён             | Номинация |      |
| Награды за создание фильмов | 2023 год | Лучший актёр                           | До Кён Су              | Номинация |      |
| Награды за создание фильмов | 2023 год | Лучшая операторская работа             | Ким Ён Хо              | Номинация |      |
| Награды за создание фильмов | 2023 год | Художественная/техническая награда     | Джин Чон Хён (VFX)     | Победа    |      |
| Награды за создание фильмов | 2023 год | Премия «Звезда года»                   | До Кён Су              | Победа    |      |
| Премия «Голубой дракон»     | 2023 год | Лучший актёр                           | До Кён Су              | Номинация |      |
| Премия «Голубой дракон»     | 2023 год | Лучшая операторская работа и освещение | Ким Ён Хо, Хван Сун Ук | Номинация |      |
| Премия «Голубой дракон»     | 2023 год | Лучшая техническая награда             | Джин Чон Хён (VFX)     | Победа    |      |